# Josef Maria Reuß
Josef Maria Reuß (* 13. Dezember 1906 in Limburg an der Lahn; † 5. Juni 1985 in Mainz) war römisch-katholischer Weihbischof in Mainz.

## Leben

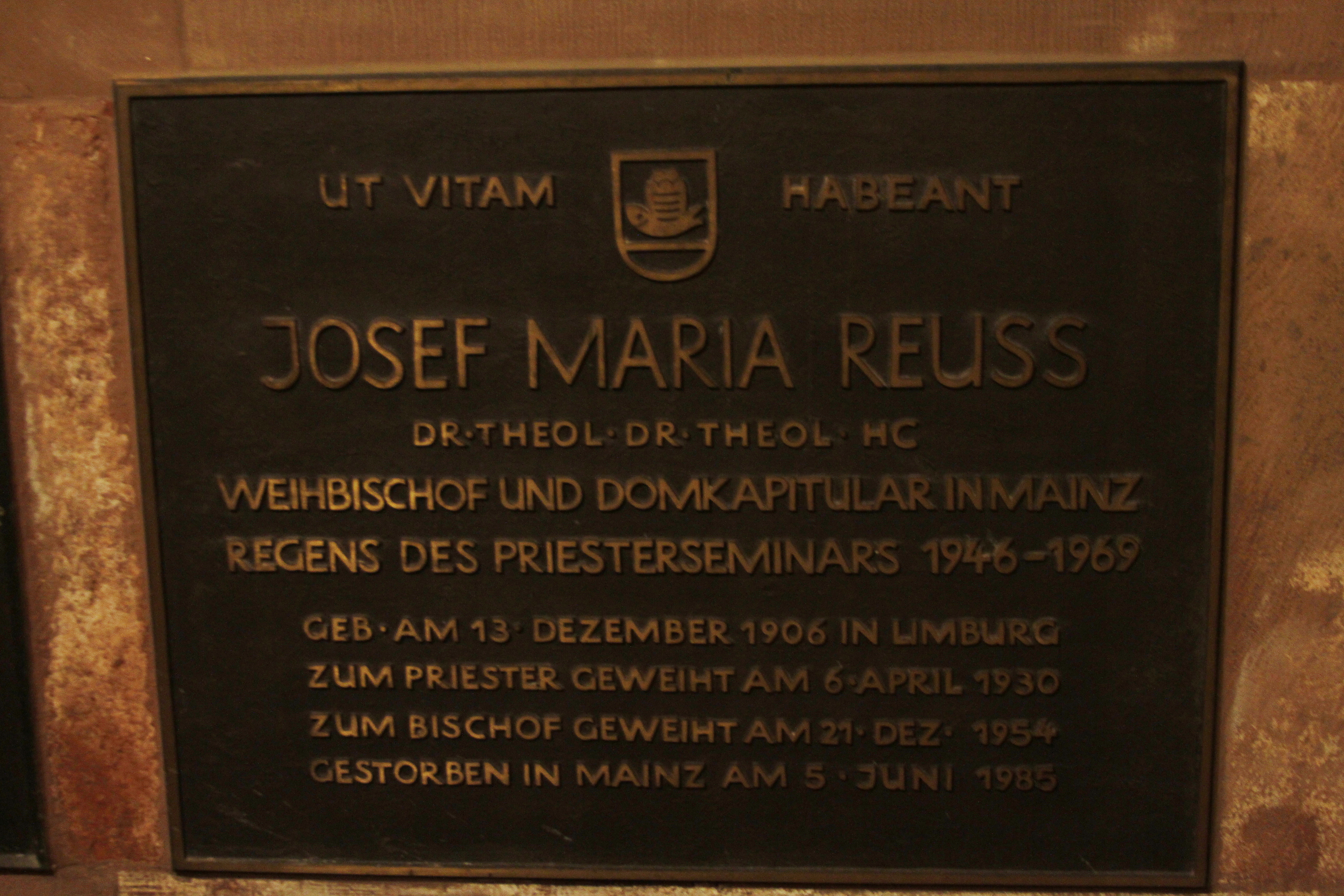
Grab von Josef Maria Reuß in der Westkrypta des Mainzer Doms

Nach dem Studium der Katholischen Theologie in Freiburg im Breisgau und in Innsbruck empfing Reuß 1930 die Priesterweihe. 1934 wurde er zum Dr. theol. promoviert.
Ab 1940 war Reuß Kriegspfarrer in Russland, nach Amputationen an beiden Füßen in Russland wirkte er als Gefängnisseelsorger im Militärgefängnis von Fresnes (Val-de-Marne) bei Paris. 1945 wurde er Regens des Mainzer Priesterseminars und Professor für Pastoraltheologie.
Papst Pius XII. ernannt ihn 1954 zum  Titularbischof von Sinope und zum Weihbischof in Mainz. Die Bischofsweihe spendete ihm der Mainzer Bischof Albert Stohr; Mitkonsekratoren waren der Limburger Bischof Wilhelm Kempf und der Bischof von Speyer, Isidor Markus Emanuel. 1956 wurde er auch Mitglied des Mainzer Domkapitels.
Reuß nahm an allen vier Sitzungsperioden des Zweiten Vatikanischen Konzils als Konzilsvater teil. Im Umfeld dessen gehörte er damals zu den am meisten hervortretenden und profiliertesten Mitgliedern des deutschen Episkopates. Auch auf der Würzburger Synode erhob er seine Stimme, etwa zur Ehepastoral und zu einer verantwortbaren Empfängnisregelung.
Am 3. Juli 1978 wurde er, schon länger auf einen Rollstuhl angewiesen, durch Papst Paul VI. von seinen Pflichten als Weihbischof entbunden.
Er war seit 1925 Mitglied der katholischen Studentenverbindung K.D.St.V. Arminia Freiburg im Breisgau. Ebenso war er Bandphilister bei VKDSt Hasso-Rhenania Mainz.

## Wirken und Schaffen
Reuß tat sich besonders hervor bei der Priesterausbildung, die er im Bistum Mainz als Regens des Priesterseminars von 1945 bis 1968 leitete und bei der er in der Förderung der Selbstverantwortung der Alumnen Maßstäbe setzte. Als herausragend gelten seine Leistungen auf dem Gebiet der Ehe- und Familienpastoral.